# Aeroporto Internacional Augusto Severo

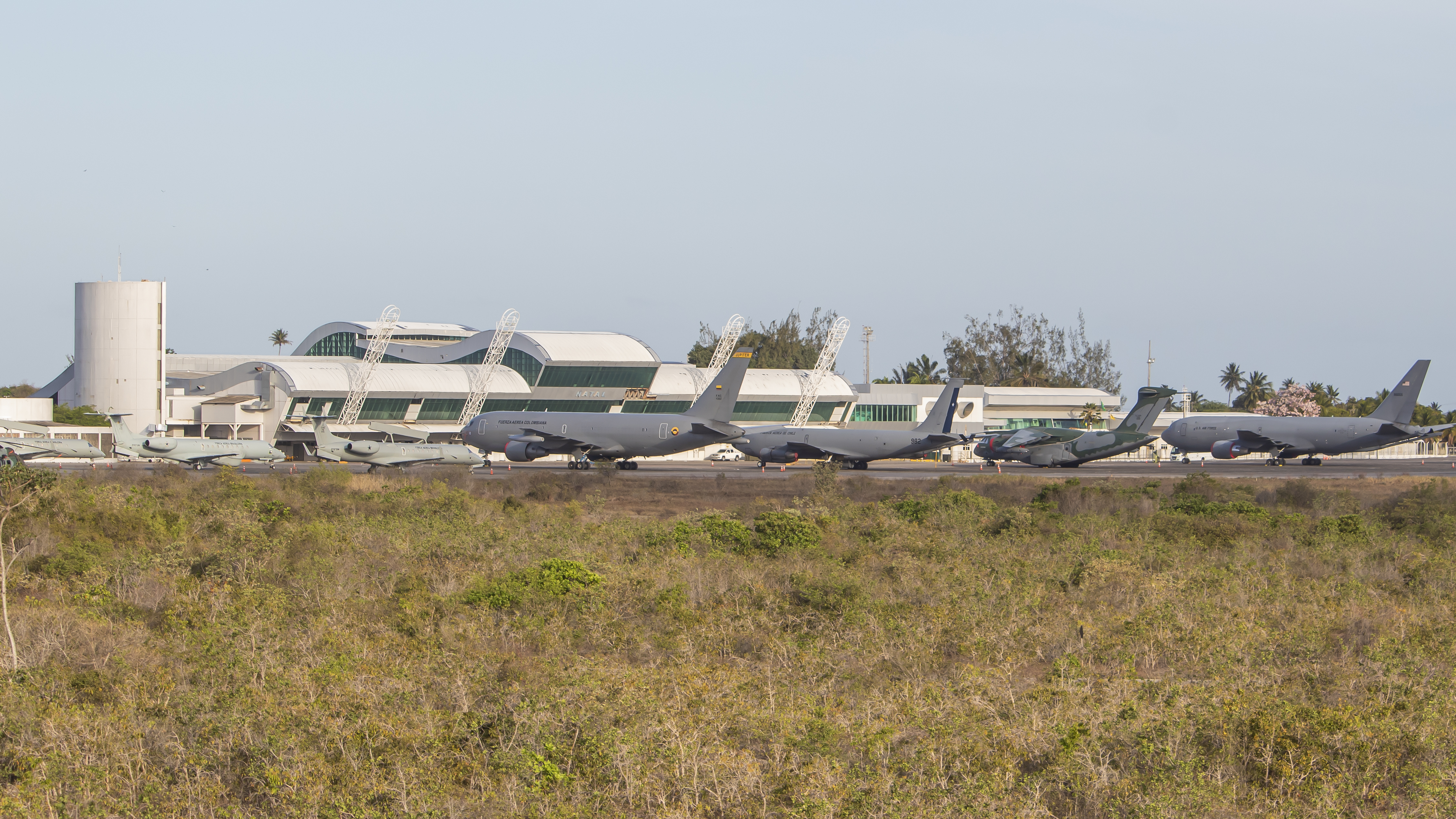
Vista do Aeroporto Augusto Severo, Natal - RN, Brasil
Boeing 767-2J6ER(MMTT) Fuerza Aerea Colombiana
Boeing KC-135E Stratotanker Fuerza Aérea de Chile
Embraer KC-390 Brazil - Air Force
Boeing KC-46A Pegasus (767-2C) USA - Air Force - CRUZEX 2024

O Aeroporto Internacional Augusto Severo (ICAO: SBNT) é um complexo aeroportuário localizado em Parnamirim, no estado brasileiro do Rio Grande do Norte. Foi o principal aeroporto comercial do Estado, operando de 1980 até 31 de maio de 2014. Foi desativado para a aviação civil, sendo substituído pelo Aeroporto Internacional Governador Aluízio Alves, localizado em São Gonçalo do Amarante, Região Metropolitana de Natal.
Localizado ao lado da Base Aérea de Natal, o Augusto Severo teve o controle devolvido à Força Aérea Brasileira, voltando a operar exclusivamente com aviação militar. Fica localizado a seis quilômetros da zona sul de Natal, capital do estado, quase ao nível do mar (169 pés), com condições meteorológicas e geográficas favoráveis.
Foi o quarto maior aeroporto da Região Nordeste em número de passageiros e o 19º mais movimentado do Brasil. Após reforma concluída em agosto de 2012, o aeroporto passou a ter capacidade para até 5,8 milhões de passageiros. Em 2013, quando ainda estava em funcionamento, uma pesquisa realizada pela Secretaria de Aviação Civil apontou o terminal como o terceiro melhor do país.
Atualmente a antiga estação de passageiros sedia o Centro Cultural Trampolim da Vitória, que mostra a importância da Base Aérea de Parnamirim para os aliados na Segunda Guerra Mundial  .

## História

### Nome
O nome do Aeroporto Internacional Augusto Severo homenageia Augusto Severo de Albuquerque Maranhão, potiguar que morreu no desastre com o dirigível Pax (junto com seu mecânico Georges Saché) na França, em 12 de Maio de 1902.

### Histórico
O aeroporto foi construído durante a Segunda Guerra Mundial com a finalidade de preparar uma base para operações de uma unidade tática de envergadura, a fim de enfrentar qualquer ameaça à segurança do hemisfério ocidental, servindo de base de apoio às forças aliadas. Durante o conflito mundial o Aeroporto Augusto Severo foi o aeroporto mais movimentado do mundo.
Era conhecido originalmente como "Parnamirim Field" e recebeu o apelido de "Trampolim da Vitória" pois durante a Segunda Guerra em 1942, os aviões dos Estados Unidos pousavam em Natal para serem reabastecidos e então voarem para combater na África. Posteriormente esse apelido passou a designar a cidade de Natal. Quando o município de Parnamirim finalmente se tornou emancipado - em 1958 - o apelido passou para Parnamirim.

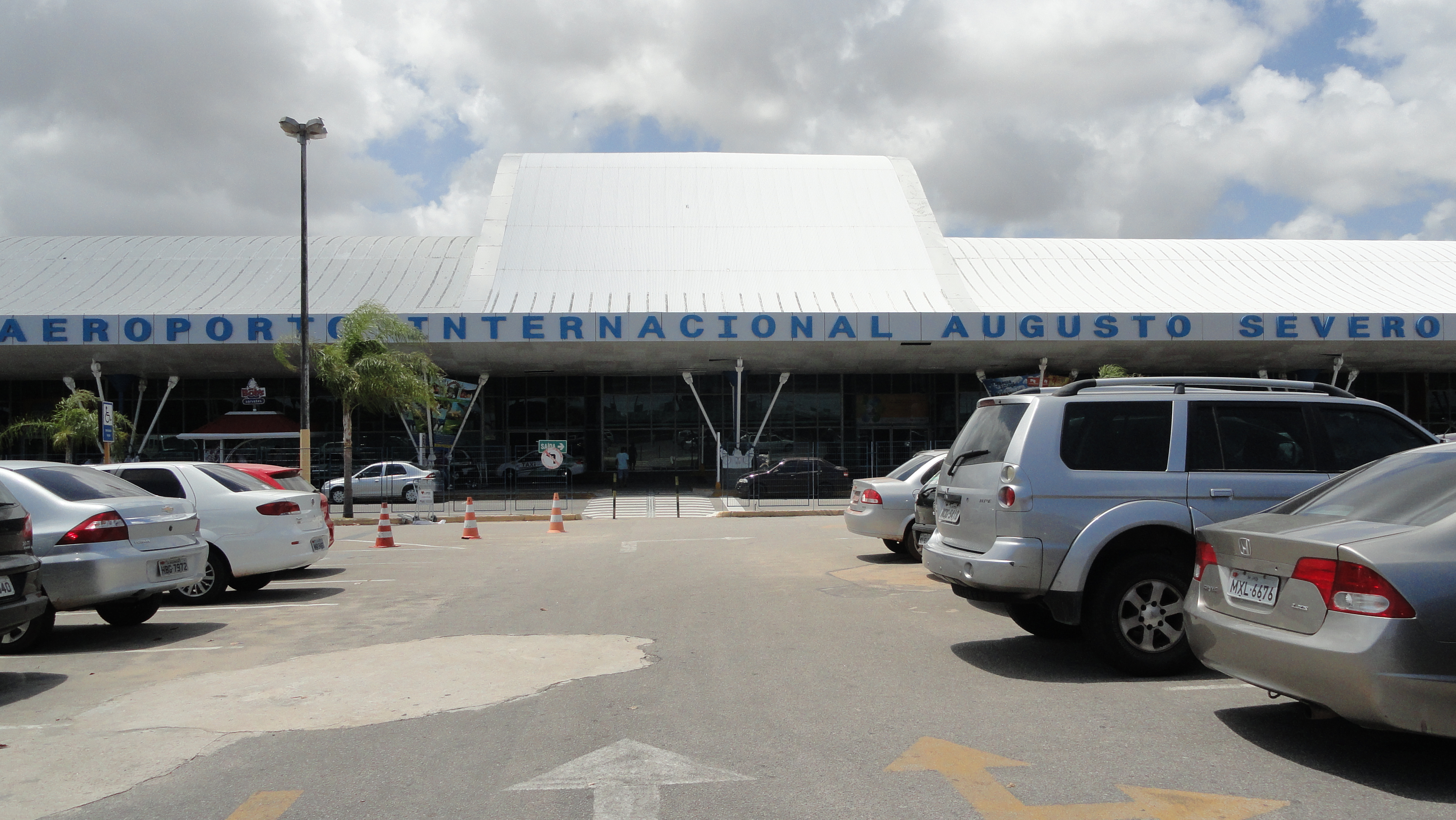
Estacionamento e fachada do aeroporto.

De 1943 a 1945, o aeroporto foi usado em conjunto pelo Exército e Marinha dos Estados Unidos, pela Royal Air Force, pelas linhas comerciais e pela Força Aérea Brasileira. A manutenção e segurança das instalações eram feitas pelo Exército dos Estados Unidos no Atlântico Sul (USAFSA).
No dia 31 de março de 1980, o Ministério da Aeronáutica transferiu à Infraero a missão de administrar o aeroporto. Nesta mesma data foram inauguradas as reformas realizadas nas instalações do terminal de passageiros.
Em 24 de março de 2000 foi inaugurado o novo terminal de passageiros pelo então Presidente da República Fernando Henrique Cardoso, com capacidade para 1,5 milhão de viajantes ao ano.

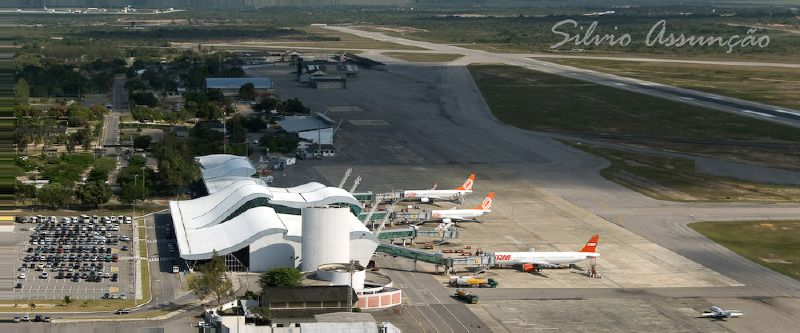
Vista aérea do aeroporto.

No primeiro semestre de 2011, foi iniciada uma reforma com vistas à realização da Copa do Mundo FIFA de 2014 na cidade. A obra foi concluída em agosto de 2012 e a capacidade do terminal foi ampliada para 5,8 milhões de passegeiros. Além disso, houve melhorias nas salas de embarque e desembarque, a instalação de dois novos elevadores, duas novas escadas rolantes na área de desembarque, revitalização dos sanitários e implantação de 12 novos balcões de check-in.
Com a inauguração do Aeroporto Internacional de São Gonçalo do Amarante, em 31 de maio de 2014, às 8h, o Augusto Severo foi desativado para a aviação civil comercial. A previsão é que opere somente com aviação militar, já que está ao lado da Base Aérea de Natal. Durante a Copa do Mundo de 2014, contudo, o Augusto Severo ainda irá receber os voos de delegações e autoridades que vêm para o Mundial sob a coordenação da FAB.
Atualmente, localiza-se no município de Parnamirim, na Região Metropolitana de Natal, próximo à BR-101 sul, a principal entrada de Natal, tanto para quem vem de Fortaleza/Mossoró, como para quem vem de Recife/João Pessoa.

## Complexo aeroportuário

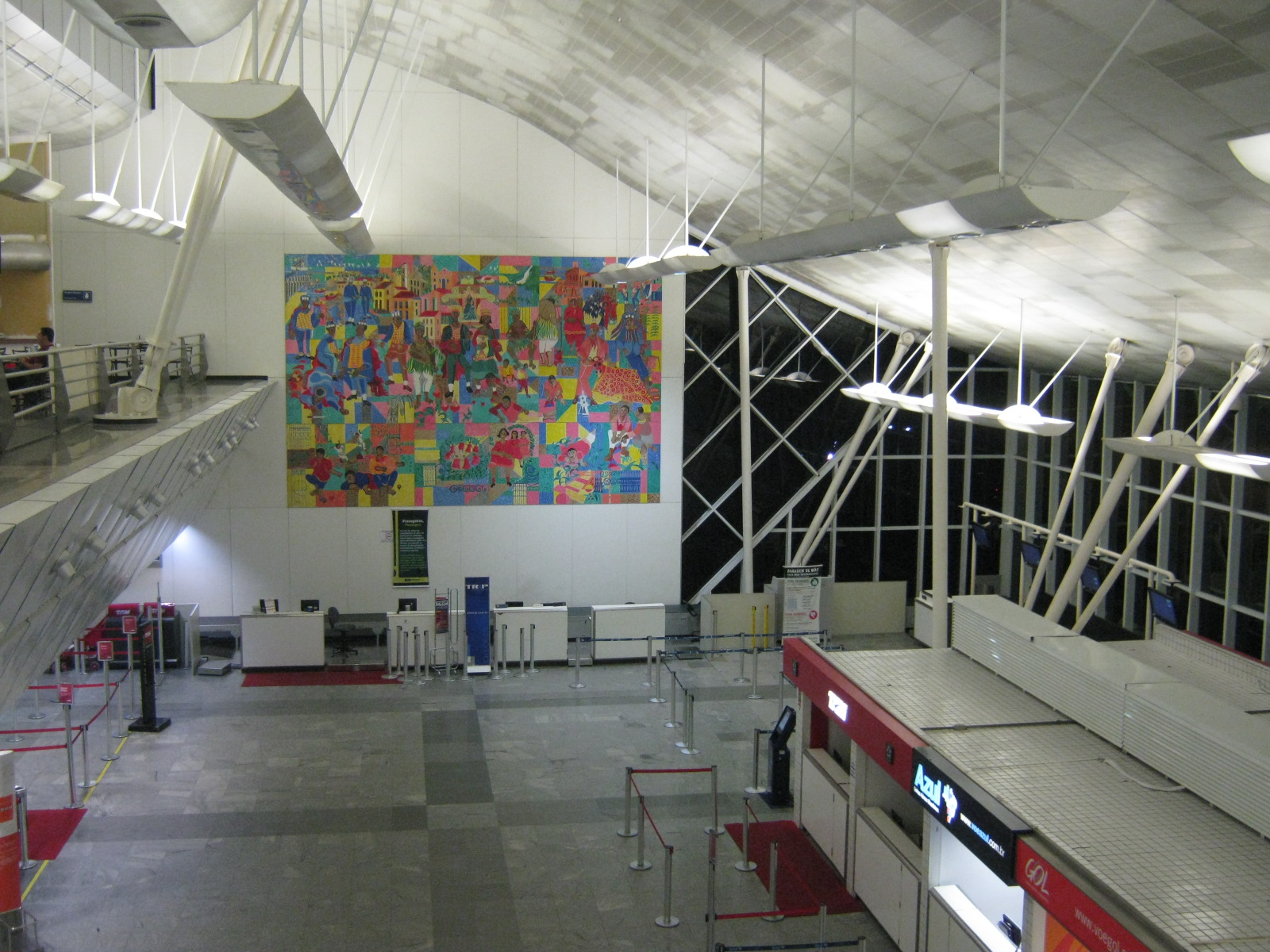
Saguão.

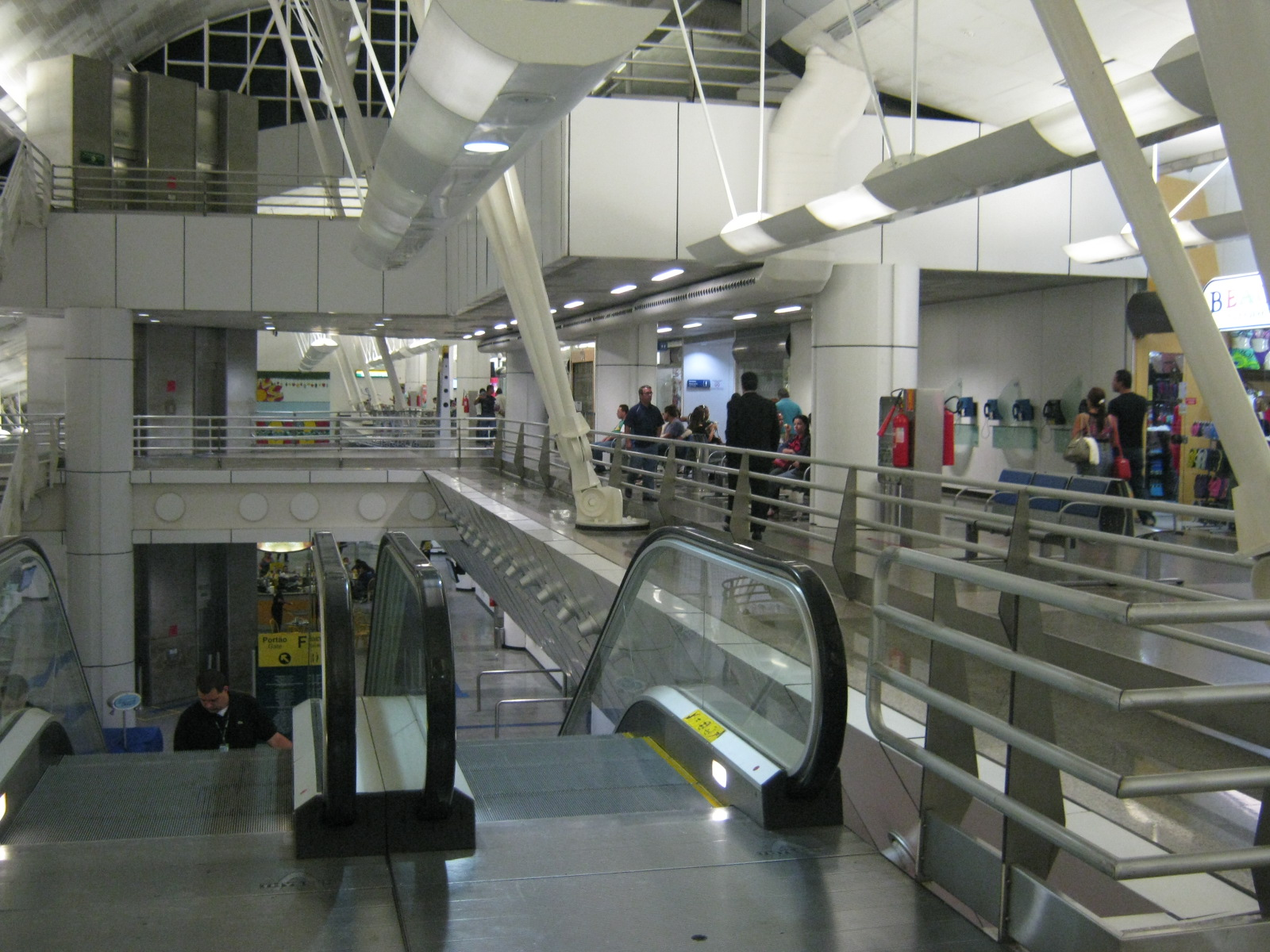
Vista interna do terminal.

O terminal do aeroporto é um dos menores do país, foi inaugurado em 24 de março de 2000 pelo então presidente Fernando Henrique Cardoso, e tem uma área de 11,3 mil metros quadrados e capacidade para 1,5 milhão de passageiros por ano. 
Com uma área de 5,5 milhões de metros quadrados, o complexo aeroportuário desenvolve suas atividades em 16.482 metros quadrados de terminais de passageiros e carga e instalações administrativas e de manutenção.
A pista principal tem 2.600 metros e o pátio 37 mil metros quadrados.
Foi desativado em  31 de maio de 2014, após as obras de requalificação e modernização do terminal concluída em agosto de 2012, com investimentos na ordem de R$ 16,4 milhões, que contemplaram novas salas de embarque e desembarque, instalação de novo sistema de ar-condicionado, novos elevadores e escadas rolantes, 12 novos balcões de check-in e fraldário, entre outras melhorias, o aeroporto passou a ter capacidade para até 5,8 milhões de passageiros. 

## Fechamento
O fechamento do aeroporto foi devido ao início das operações no Aeroporto Aluísio Alves.
O último a pousar no aeroporto foi um voo vindo de Lisboa pela TAP Portugal.
O fechamento ocorreu no dia 31 de maio as 6:20 da manhã, horário do último voo que partiu para Maceió pela Azul Linhas Aéreas.

## Estatísticas

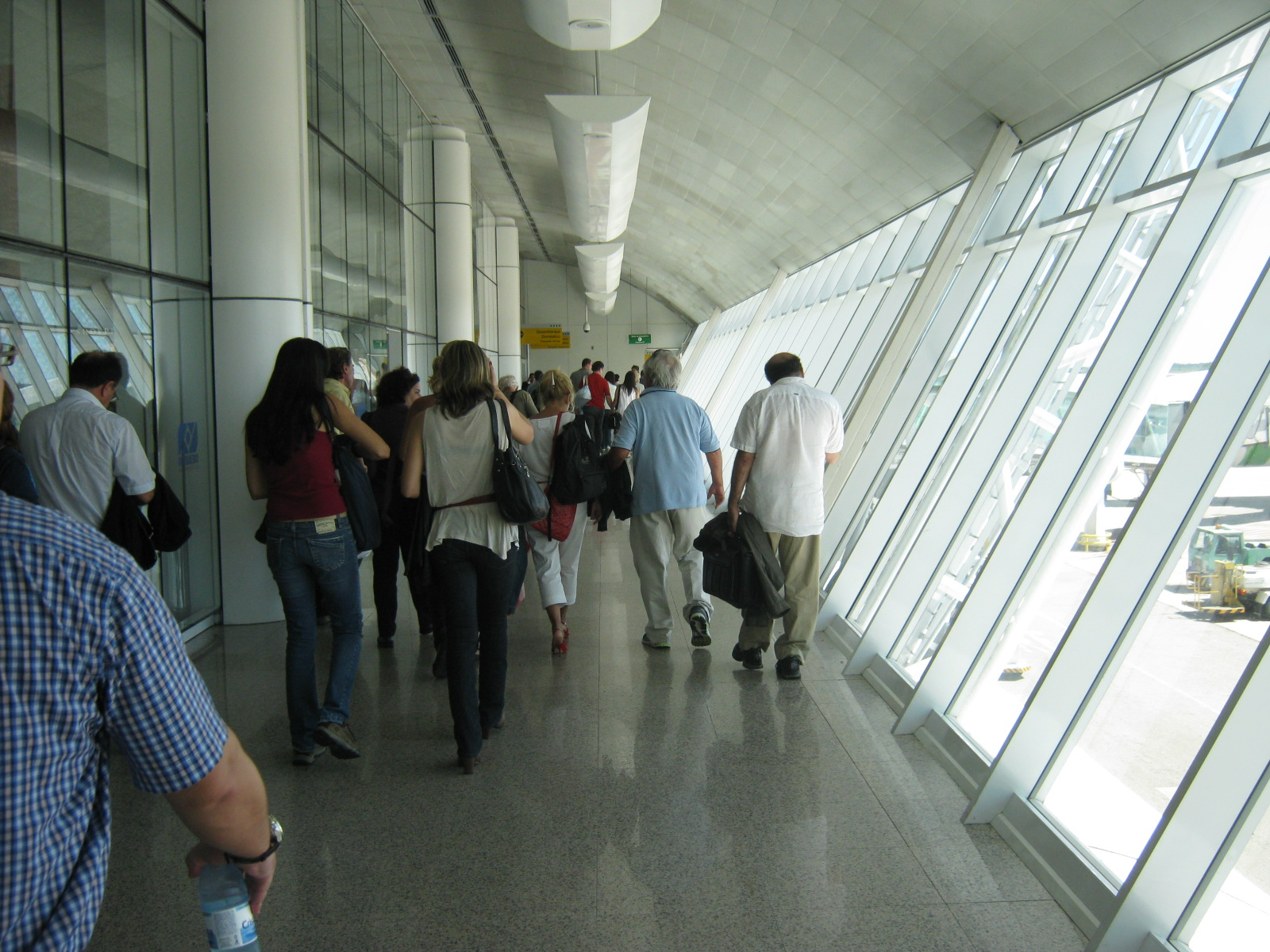
Passageiros desembarcando no aeroporto.

| Ano              | Total de Passageiros | % diferença | Movimento de aeronaves | % diferença | Rank Brasil |
| 2003             | 875.151              | Estável     | 16.461                 | Estável     | 16          |
| 2004             | 1.127.952            | 28,8%       | 18.850                 | 14,5%       | 16          |
| 2005             | 1.299.144            | 15,1%       | 19.534                 | 3,6%        | 16          |
| 2006             | 1.391.956            | 7,1%        | 18.755                 | 4.1%        | 16          |
| 2007             | 1.578.165            | 13,3%       | 20.772                 | 10,7%       | 16          |
| 2008             | 1.643.369            | 4,1%        | 20.246                 | 2,5%        | 16          |
| 2009             | 1.881.580            | 14,4%       | 23.015                 | 13,6%       | 17          |
| 2010             | 2.413.416            | 28,2%       | 28.625                 | 24,3%       | 17          |
| 2011             | 2.586.520            | 7,0%        | 30.315                 | 5,9%        | 18          |
| 2012             | 2.660.864            | 2,9%        | 28.108                 | 7,3%        | 19          |
| 2013 (Até Março) | 660.435              | 5,1%        | 6.543                  | 7,8%        | 15          |
| ---------------- | -------------------- | ----------- | ---------------------- | ----------- | ----------- |

| Rank | Cidade                  | Passageiros | Variação (%) 2009/2010 | Companhias               |
| ---- | ----------------------- | ----------- | ---------------------- | ------------------------ |
| 1    | São Paulo, SP (GRU)     | 333.168     | 20,1%                  | Avianca, GOL, TAM        |
| 2    | Rio de Janeiro, RJ      | 192.263     | 39%                    | GOL, TAM                 |
| 3    | Brasília, DF            | 144.537     | 18,4%                  | Avianca, GOL, TAM        |
| 4    | Fortaleza, CE           | 136.690     | 53,3%                  | Azul, GOL, TAM           |
| 5    | Recife, PE              | 108.817     | 5,6%                   | Avianca, Azul, GOL, TRIP |
| 6    | Salvador, BA            | 95.633      | 20,6%                  | GOL, TAM, TRIP           |
| 7    | Campinas, SP            | 47.377      | 556,1%                 | Azul                     |
| 8    | Belo Horizonte, MG      | 28.634      | 58,7%                  | GOL, TAM                 |
| 9    | Fernando de Noronha, PE | 19.191      | 3,3%                   | TRIP                     |
| 10   | São Paulo, SP (CGH)     | 10.914      | 1,4%                   | GOL, TAM                 |

| Rank | País          | Passageiros | Variação (%) 2011/2012 | Companhias     |
| ---- | ------------- | ----------- | ---------------------- | -------------- |
| 1    | Itália        | 9.305       | 7,7%                   | Air Italy, TAP |
| 2    | Portugal      | 6.350       | 15,2%                  | TAP            |
| 3    | Países Baixos | 5.738       | 35,0%                  | Arkefly, TAP   |
| 4    | Espanha       | 3.440       | 27,2%                  | TAP            |
| 5    | Noruega       | 3.343       | 14,4%                  | TAP            |
| 6    | França        | 2.377       | 18,7%                  | TAP            |
| 7    | Argentina     | 1.798       | 13,1%                  | GOL, TAM       |
| 8    | Alemanha      | 1.238       | 5,1%                   | TAP            |
| 9    | Suécia        | 1.247       | 17,9%                  | TAP            |
| 10   | Inglaterra    | 861         | 26,8%                  | TAP            |

| Rank | País          | Passageiros | Variação (%) 2011/2012 | Companhias     |
| ---- | ------------- | ----------- | ---------------------- | -------------- |
| 1    | Itália        | 9.305       | 7,7%                   | Air Italy, TAP |
| 2    | Portugal      | 6.350       | 15,2%                  | TAP            |
| 3    | Países Baixos | 5.738       | 35,0%                  | Arkefly, TAP   |
| 4    | Espanha       | 3.440       | 27,2%                  | TAP            |
| 5    | Noruega       | 3.343       | 14,4%                  | TAP            |
| 6    | França        | 2.377       | 18,7%                  | TAP            |
| 7    | Argentina     | 1.798       | 13,1%                  | GOL, TAM       |
| 8    | Alemanha      | 1.238       | 5,1%                   | TAP            |
| 9    | Suécia        | 1.247       | 17,9%                  | TAP            |
| 10   | Inglaterra    | 861         | 26,8%                  | TAP            |